# اتانول‌آمید

ساختار شیمیایی اتانول‌آمید آناندامید

اتانول‌آمیدها آمیدهایی هستند که از کربوکسیلیک اسیدها و اتانول‌آمین به وجود می‌آیند. برخی از اتانول‌آمیدها به طور طبیعی وجود دارند، مانند آناندامید، پالمیتوئیل‌اتانول‌آمید و پروستامیدها که نقش فیزیولوژیکی به عنوان انتقال دهنده‌های عصبی لیپیدی و آوتاکوئیدها دارند.
ساختار کریستالی آنزیم غشایی NAPE-PLD نشان داده‌است که چگونه این اتانول‌آمیدهای درون زا از غشای سلولی تولید می‌شوند و اسیدهای صفراوی در تولید آنها نقش دارند.
اتانول آمیدها را می‌توان با حرارت دادن استرها با اتانول‌آمین به صورت سنتزی تهیه کرد.

## همچنین ببینید
- دوکاساتترا انویل اتانول آمید